# Aphonoides amplus
Aphonoides amplus är en insektsart som beskrevs av Andrej Vasiljevitj Gorochov 2008. Aphonoides amplus ingår i släktet Aphonoides och familjen syrsor. Inga underarter finns listade i Catalogue of Life.